# Micropholis trunciflora
Micropholis trunciflora là một loài thực vật có hoa trong họ Hồng xiêm. Loài này được Ducke mô tả khoa học đầu tiên năm 1950.